# فرانز إكزافير غروبر
فرانز إكزافير غروبر (بالألمانية: Franz Xaver Gruber)‏ هو مؤلف موسيقي نمساوي ولد في يوم 25 نوفمبر 1787 في بلدة هوتشبورغ أش في النمسا، أشتهر غروبر بتأليف ترنيمة الليلة الصامتة الخاصة بعيد الميلاد التي ألفها في سنة 1818، توفي غروبر في 7 يونيو 1863 في سالزبورغ عن عمر ناهز ال75 سنة.

## روابط خارجية
- فرانز إكزافير غروبر على موقع IMDb (الإنجليزية)
- فرانز إكزافير غروبر على موقع ميوزك برينز (الإنجليزية)
- فرانز إكزافير غروبر على موقع أول ميوزيك (الإنجليزية)
- فرانز إكزافير غروبر على موقع أول ميوزيك (الإنجليزية)
- فرانز إكزافير غروبر على موقع ديسكوغز (الإنجليزية)